# Adam Schwappach
Adam Friedrich Schwappach, född den 2 november 1851 i Bamberg (Bayern), död den 9 februari 1932 i Eberswalde, var en tysk forstman. 
Schwappach studerade vid forstakademin i Aschaffenburg och universitetet i München, där han 1872 promoverades till doktor i statshushållning. År 1873 inträdde han i praktisk skogstjänst, men var 1876–1878 assistent vid kemiska laboratoriet vid forstakademin i Aschaffenburg, där han även uppehöll föreläsningar i skogshistoria. 
Schwappach blev professor i skogshushållning 1881 vid universitetet i Giessen och 1886 vid forstakademin i Eberswalde samt tillika ledare för skogsavdelningen av skogsförsöksväsendet där. År 1908 utnämndes han till geheimeregeringsråd. Han blev ledamot av svenska Lantbruksakademien 1909. 
Av Schwappachs många skrifter behandlar de betydelsefullaste skogsförsöksväsendet, särskilt skogens tillväxtförhållanden. Han har också utgivit så kallade erfarenhetstabeller över alla de viktigare trädslagen samt Handbuch der Forst- und Jagdgeschichte Deutschlands (1884) och Forstpolitik. Jagd- und Fischereipolitik (1894). I Sverige var han mest känd genom det där högt uppskattade och mycket använda arbetet Die Kiefer (1908).